# Johann Wilhelm Hittorf

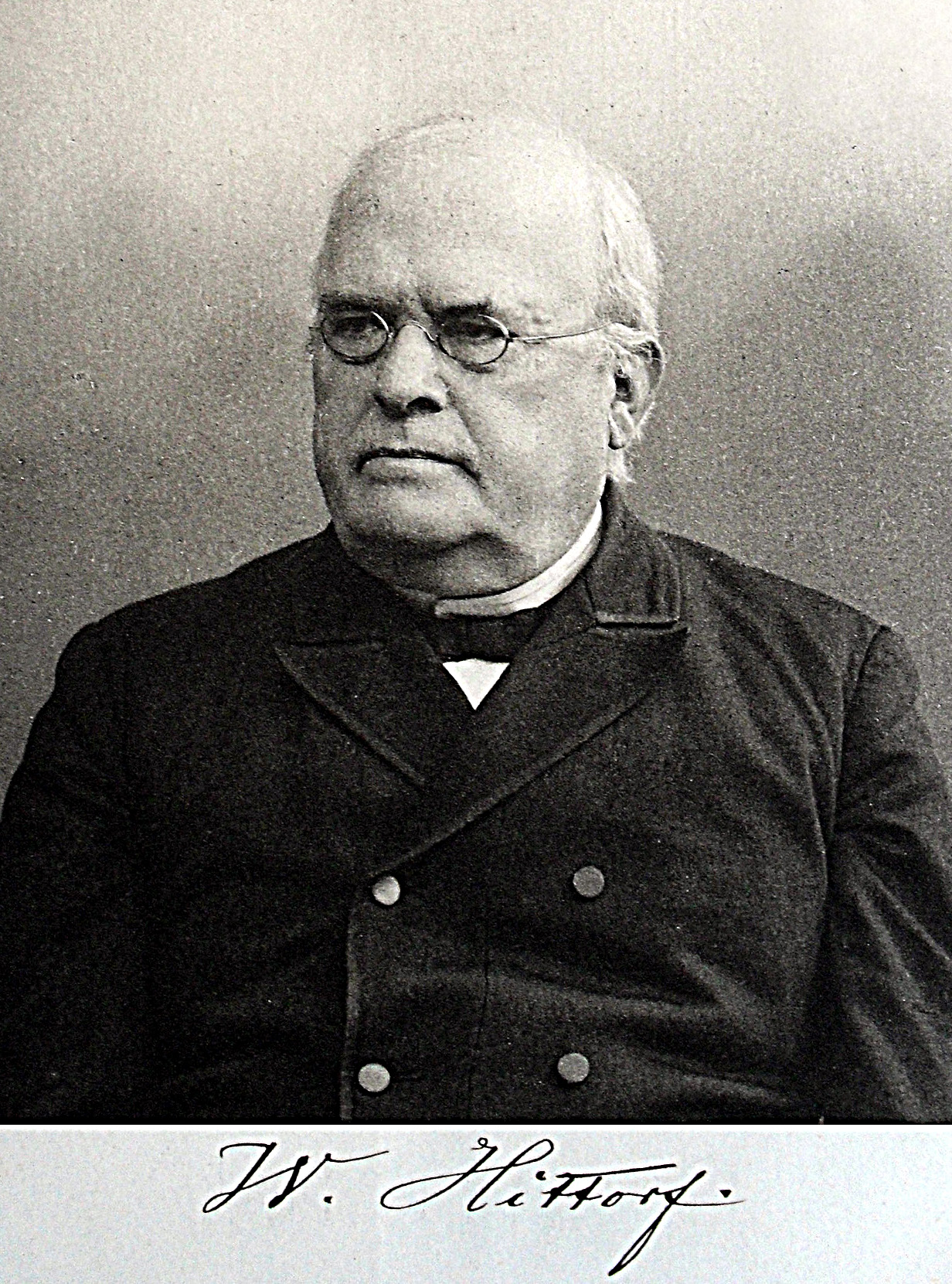
Johann Wilhelm Hittorf (1893)

Johann Wilhelm Hittorf (* 27. März 1824 in Bonn; † 28. November 1914 in Münster) war ein deutscher Physiker und Chemiker. Er entdeckte 1869 die (magnetische Ablenkung der) Kathodenstrahlen.

## Leben
Nach dem Besuch des alten Gymnasiums in der Bonngasse studierte Hittorf ab 1842 Naturwissenschaften und Mathematik an der Universität Bonn, zwischendurch ein Semester in Berlin. 1846 wurde Hittorf in Bonn bei Julius Plücker mit der Abhandlung „Proprietales sectionum conicarum ex aequatione polari deductae“ des Gebietes Kegelschnitte promoviert. Hittorf war vom preußischen Unterrichtsminister für den seit 1840 verwaisten Lehrstuhl für Physik und Chemie an der Universität Münster – damals zwischenzeitlich Königliche Akademie zu Münster i. W. – vorgeschlagen worden. Nach seiner Habilitation mit einer experimentellen Arbeit über die galvanische Erzeugung von Oxiden der Edelmetalle im August 1847 stand seiner Berufung durch die Philosophische Fakultät zum Herbst 1847 nichts mehr im Wege. Nach Ablehnung des Rufs zum Ordinarius für Physik nach Bern wurde Hittorf 1856 ordentlicher Professor. Im Jahre 1879 brachte ihm die Reorganisation der Akademie, die zum großen Teil sein Werk ist, die erwünschte Erleichterung durch Schaffung einer besonderen Professur für Chemie, während Hittorf seine Lehrtätigkeit auf die Physik beschränken konnte. Die Hochschule, der sein Lebenswerk diente, wurde durch ihn berühmt.
Im Wintersemester 1888/89 war Friedrich Paschen Hittorfs Assistent. Als einer der Ersten führte Hittorf 1850/51 praktische Übungen ein.

Mit dem Afrikaforscher Heinrich Barth war Hittorf befreundet.

## Leistungen

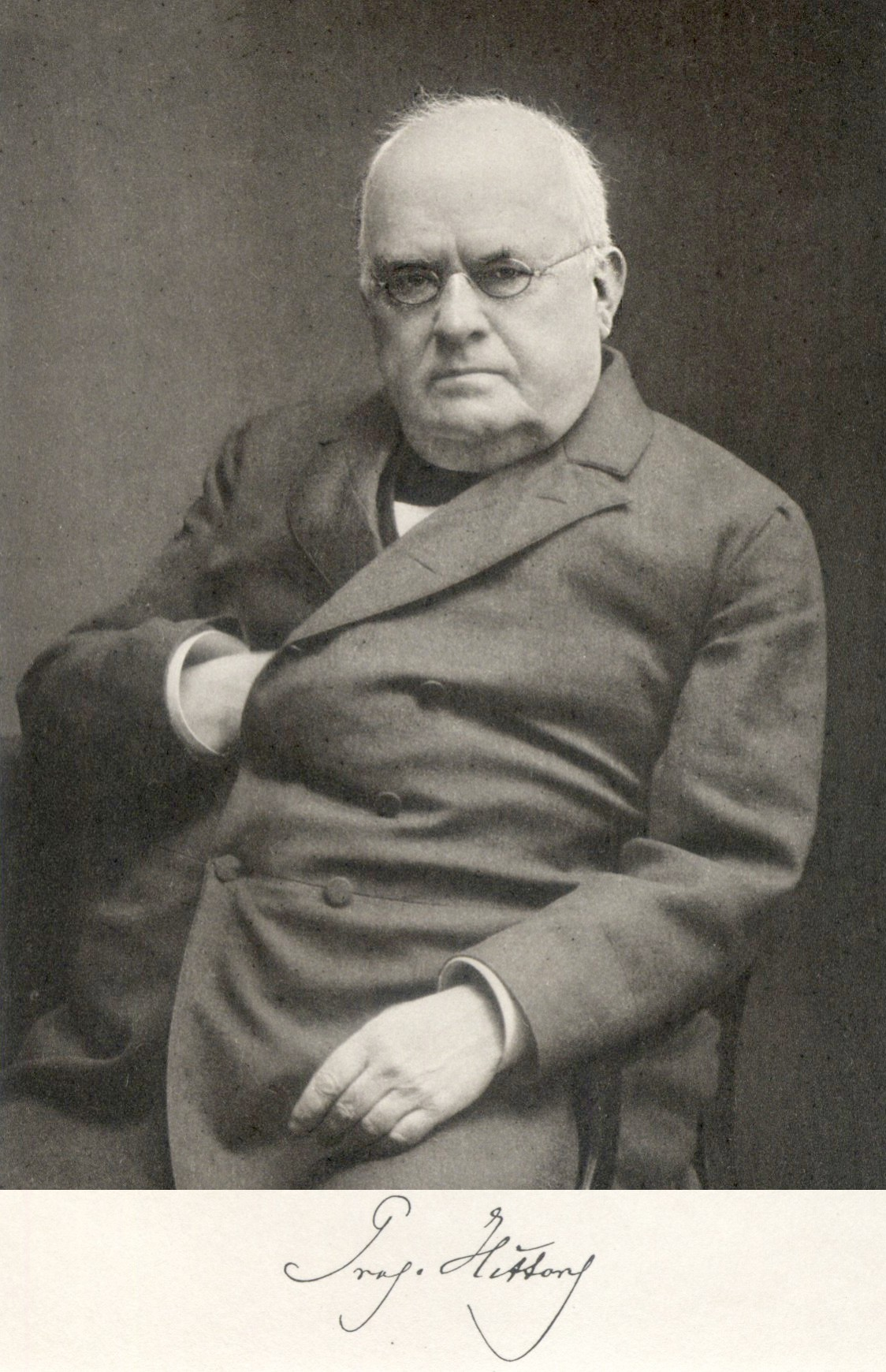
Prof. Hittorf
Festschrift 1904

Hittorf beschäftigte in Münster anfänglich die Aufklärung der elektrischen Leitfähigkeit. Forschungen zum physikalisch-chemischen Verhalten gewisser Sulfide (Er sprach in dieser wichtigen Abhandlung von Schwefelsilber und Halbschwefelkupfer.) führten Hittorf zur wichtigen Erkenntnis, dass diese Sulfide nicht metallisch, sondern elektrolytisch leiten. Zugleich führte er erstmals den Begriff „metallisch“ in die Wissenschaft ein und verdeutlichte damit Faradays Sprechweise der „eigentlichen Leitung“. Die gewonnene Erkenntnis ermöglichte Hittorf, die Verschiebung des chemischen Gleichgewichts zwischen Cu2S und CuS zu beobachten, was 16 Jahre vor Guldberg und Waages Massenwirkungsgesetz einen bemerkenswerten Zugang zur Erforschung dieser in der Chemie grundlegenden Gesetzmäßigkeit eröffnete. Untersuchungen zum Leitfähigkeitsverhalten ermöglichten Hittorf auch, die Erscheinung Allotropie der chemischen Elemente durch Forschungen am Phosphor und besonders Selen wesentlich aufzuklären. Er erkannte, dass der Wechsel der Modifikation amorph – kristallin genau so wie bei den schon bekannten Änderungen des Aggregatzustands erfolgt, insbesondere bei definierter Umwandlungstemperatur und mit bestimmter Wärmetönung.
Als Hittorf Phosphor aus einer Bleischmelze umkristallisierte, gewann er erstmals den sog. Hittorfschen Phosphor, der violettstichig rot ist und monoklin kristallisiert.
Zwischen 1852 und 1859 forschte Hittorf bahnbrechend über die Beweglichkeit von Ionen bei der Elektrolyse. Er hatte Konzentrationsgefälle an den Elektroden festgestellt und deutete sie durch unterschiedlich schnelle Bewegung verschiedener Ionen. Durch Messung konnte er ihnen sogenannte charakteristische Transportfaktoren zuordnen, die heute nach ihm benannten Hittorfschen Überführungszahlen. Die Arbeiten stießen zunächst auf den Widerspruch bedeutender Wissenschaftler. Sie erschienen in der Reihe Ostwalds Klassiker.
Hittorf erforschte gemeinsam mit Plücker in Gasentladungsröhren – als Alternative oder notwendigen Ersatz zum Flammenspektrum – die Spektren vieler chemischer Elemente. Dabei zeigte sich, dass allotrope Modifikationen unterschiedliche Spektren ergeben können.
Plücker und Hittorf selbst erwähnen in der Arbeit die Bedeutung von Geißlers wirksamer Quecksilbervakuumpumpe und von Rühmkorffs Hochspannungsinduktor.

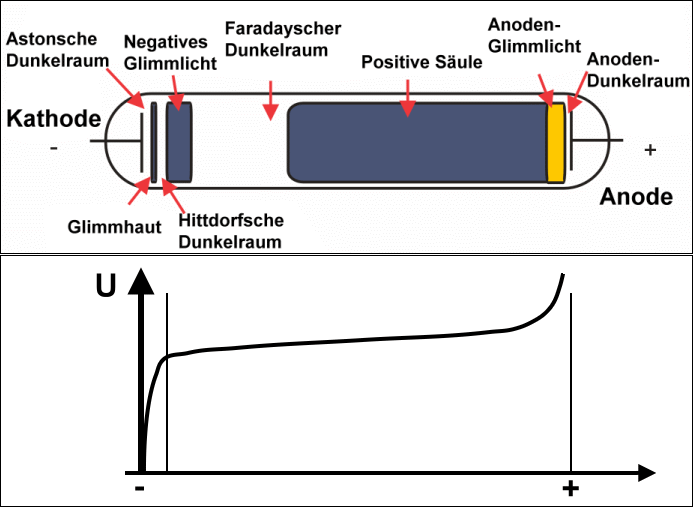
Bezeichnungen der Hell- und Dunkelräume einer Glimmentladung. Unten: Räumlicher Potentialverlauf

Die Fortschritte in der Experimentiertechnik ermöglichten Hittorf die über Faraday hinausgehende Erforschung elektrischer Leitungsphänomene in stark verdünnten Gasen. Er führte sie in Gasentladungsröhren unterschiedlicher Gestalt, teils mit Potentialsonden, aus und entwickelte die Hittorfröhre. Der wenig Licht ausstrahlende Bereich zwischen dem Kathodenlichtsaum und dem negativen Glimmlicht in einer Glimmentladung ist nach ihm als Hittorfscher Dunkelraum (auch Kathodendunkelraum) benannt.
Hittorf beobachtete 1868/69 die Abschattung der Fluoreszenz auf der Glaswand durch materielle Hindernisse und entdeckte damit die Kathodenstrahlen und deren geradlinige Ausbreitung bei abwesendem Magnetfeld. Damit schuf er die Grundlage für die Entwicklung von Röntgenröhre und Kathodenstrahlröhre. Hittorf selbst sprach im Jahre 1869 „von den geradlinigen Bahnen oder den Strahlen des Glimmens“. Die charakteristische Veränderung des Schattenwurfes durch ein Magnetfeld führten Hittorf zum Vergleich mit einem materiellen elektrischen Stromleiter. „Täusche ich mich nicht, so sind diese Verhältnisse äußerst günstig, um uns Schlüsse auf den Vorgang des elektrischen Stromes selbst zu gestatten; es ist nicht unmöglich, dass die Gase auf unserem Gebiete, so wie in der Lehre der Wärme, am leichtesten das Wesen der Erscheinungen erkennen lassen und die moderne Physik von ihren letzten Imponderabilien, den elektrischen, befreien werden.“ Diesem weitsichtigen Leitgedanken entsprechend wurde schließlich dreißig Jahre später die Aufklärung des Trägers negativer Elektrizität erfolgreich abgeschlossen.
Hittorfs Gasentladungsarbeiten waren „gänzlich unbeachtet“ geblieben, William Crookes meinte noch zehn Jahre später, die von Hittorf beobachteten Phänomene erstmals zu beschreiben. Eugen Goldstein prägte 1876 den Begriff Kathodenstrahlen; mit diesen Elektronenstrahlen nach J. J. Thomson (1897) experimentierte Philipp Lenard um 1894 erstmals außerhalb der Hittorfröhre.

## Ehrungen
Hittorf war Mitglied gelehrter Gesellschaften des In- und Auslandes und Ehrenmitglied der Londoner Physikalischen Gesellschaft. Der Orden Pour le mérite für Wissenschaft und Künste seit dem Jahre 1897 und der Bayerische Maximiliansorden für Wissenschaft und Kunst zählten ihn zu ihren Mitgliedern. Hittorf ist Ehrendoktor der Medizin und Naturwissenschaften, und er wurde als einer der Ersten von zwei Technischen Hochschulen ehrenhalber zum Dr.-Ing. ernannt. 1914 verlieh ihm die Stadt Münster die Ehrenbürgerschaft.

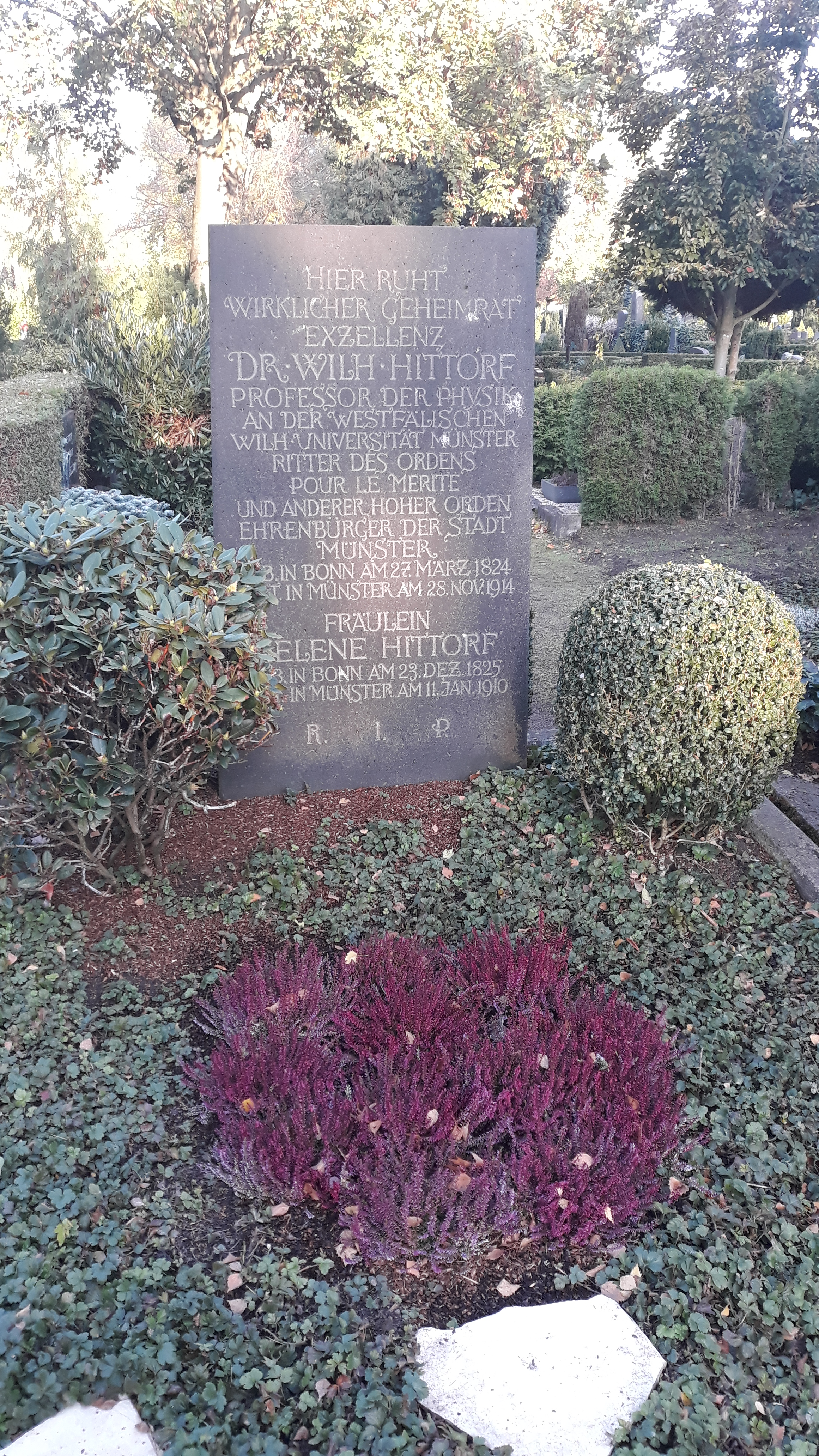
Das Grab von Wilhelm Hittorf und seiner Schwester Helene auf dem Zentralfriedhof Münster.

Nach Johann Wilhelm Hittorf wurden das Wilhelm-Hittorf-Gymnasium in Münster und das Hittorf-Gymnasium in Recklinghausen benannt. Weiters die Hittorfstraße in Münster, Bonn, Köln, Essen, Remscheid, Burghausen und Berlin-Dahlem sowie die Johann-Hittorf-Straße in Berlin-Adlershof.

## Schriften
- J. W. Hittorf, J. Plücker: On the spectra of ignited gases and vapours with especial regard to the same elementary gaseous substance. In: Phil. Trans. Royal Soc. (London) Band 155, 1865, S. 1. (Volltext).